# Vs. Duck Hunt
Vs. Duck Hunt é um jogo eletrônico lançado pela Nintendo para arcades em 1984 para a sua série Nintendo VS. System e está incluído na máquina de arcade PlayChoice-10.
Trata-se de uma versão para arcades de seu famoso game Duck Hunt.[carece de fontes?] Em Vs. Duck Hunt, porém, é possível escolher a opção de matar patos ou de atirar em pombos de barro. Uma outra curiosidade sobre este jogo é que nele é possível atirar no Duck Hunt Dog, o cachorro personagem do jogo (talvez venha daí a lenda urbana de que é possível atirar no Duck Hunt Dog na versão do console). Caso o player decida atirar no cachorro e o acerte, seu rosto será danificado. Ele então dirá: "Ouch! Shoot the ducks, not me!" ("Ouch! Atire nos patos, não em mim!").